# My Name Is Potato/Ma volendo
My Name Is Potato/Ma volendo è un singolo di Rita Pavone, pubblicato dalla RCA Italiana nel 1977.
Il singolo fu un successo raggiungendo la nona posizione dei singoli più venduti in Italia e la 56ª annuale, rimanendo l'ultimo singolo della cantante ad entrare nella top ten italiana.

## My Name Is Potato
My Name Is Potato era la sigla iniziale della trasmissione televisiva Rita ed io del 1977, in onda ogni sabato sera sulla Rete 1, condotta dalla soubrette e da grandi attori della rivista come Carlo Dapporto, Carlo Campanini ed Ettore Conti, e dal compagno Teddy Reno.
Il brano, arrangiato da Franco Micalizzi e scritto da Fabrizio Federighi e Susy Bellucci, fu prodotto da Roberto Davini e vedeva la partecipazione del coro di Paola Orlandi. La Pavone cantava il brano immersa nei disegni animati creati da Bruno Bozzetto.

## Ma volendo
Ma volendo è la canzone pubblicata sul lato B del singolo, scritta da Claudio Mattone e Franco Migliacci su arrangiamento di Maurizio Fabrizio, sigla finale del programma.

## Tracce
LATO A
1. My Name Is Potato (Fabrizio Federighi e Susy Bellucci; edizioni musicali Edizioni musicali RCA Musica)

LATO B
1. Ma volendo (testo: Franco Migliacci – musica: Claudio Mattone; edizioni musicali RCA Musica)